# R2-D2
R2-D2 (C1-P8 nella versione italiana della trilogia originale e nelle opere correlate) è un personaggio dell'universo fantascientifico di Guerre stellari. È l'unico personaggio insieme a C-3PO ad apparire in tutti i capitoli della Saga degli Skywalker.

## Il personaggio

### Descrizione generica
È un droide astromeccanico specializzato nell'interfacciarsi con ogni sorta di computer e nell'attivare ogni macchinario, come ascensori, ed abile nelle riparazioni. Proveniente dal pianeta Naboo, è dotato di una buona dose di umorismo. È bravo a prendere certe iniziative impiegando metodi a volte poco ortodossi per aiutare i suoi amici. Owen Lars ipotizza che il suo particolare "carattere" sia dovuto all'assenza di cancellazioni di memoria regolari, il che in un droide può provocare instabilità. In effetti la memoria di R2-D2 non viene mai cancellata dalla fuga da Naboo in poi (cioè 36 anni prima della morte di Dart Fener).
(EV-9D9 a R2-D2 ne Il ritorno dello Jedi)
È l'inseparabile compagno del droide protocollare C-3PO (o, nella versione italiana della vecchia trilogia, D-3BO), che lo definisce la sua controparte. Tra i due esiste un rapporto molto particolare, perché R2-D2 è, al contrario di C-3PO, coraggioso e spavaldo e lo "trascina" in situazioni pericolose e difficili, nelle quali, nonostante si dichiari contrario, il droide protocollare lo segue sempre. R2-D2 prende spesso in giro l'altro droide, facendo battute col suo peculiare senso dell'umorismo.

### Il nome
La pronuncia inglese della sigla R2 ("ar-tiù") vuole ricordare il nome anglosassone Arthur. Per ricreare un effetto simile la versione italiana del nome ("ci-uno pi-otto") fu scelta dalla produzione italiana per assonanza col nome del celebre duo comico Gianni e Pinotto.

### Caratteristiche tecniche
R2-D2 è alto 96 cm. Si sposta su tre "gambe" (inclusa una estraibile) ed ha un corpo cilindrico sormontato da una testa semisferica dotata, tra le altre cose, di un monocolo per vedere e un proiettore di immagini olografiche. Possiede diversi apparati meccanici all'interno del corpo, fra cui un saldatore ad arco, una sega circolare e una chiave per l'interfacciamento coi più svariati dispositivi di accesso e computer in uso nella galassia. Questo fa apparire il droide come una sorta di "scatola da attrezzi".
Come tutti i droidi astromeccanici, viene spesso utilizzato come navigatore a bordo dei caccia stellari e di altre astronavi, possiede quindi la capacità di stabilire rotte, eseguire i calcoli necessari al salto nell'iperspazio e manovrare i comandi della nave di concerto col pilota umano, che comunica con lui attraverso comandi vocali.
È in grado di interfacciarsi con qualsiasi computer, il che lo rende molto prezioso in missioni di infiltrazione e spionaggio, potendo prendere il controllo di tutti i sistemi nelle basi nemiche (per esempio ascensori e porte automatiche). Possiede inoltre una discreta abilità nelle riparazioni meccaniche.
Ha limitate capacità di combattimento ma, grazie alla sua intelligenza artificiale nettamente superiore a quella di un droide da battaglia, è in grado di sconfiggere avversari molto più pericolosi e meglio armati di lui.

### Interpretazione
R2 è stato interpretato in tutti i film della saga (fino a Star Wars - Il risveglio della Forza) da Kenny Baker, attore affetto da nanismo che si trovava all'interno del modello meccanico del personaggio e lo manovrava; all'interno del "costume", Baker aveva una videocamera che gli mostrava l'ambiente intorno a lui in modo da potersi orientare.
Nel dicembre del 2013 venne rubata in Texas a Chris Bartlett (attore che dà vita al droide C-3PO negli spot commerciali e negli eventi targati Guerre stellari) la copia a dimensione originale di R2-D2.

## Apparizioni

### Film

#### Guerre stellari
Nello 0 BBY, sia R2-D2 che C-3PO si trovano a bordo della Tantive IV, in missione segreta riguardante il ritiro dei piani della stazione spaziale chiamata Morte Nera. Dopo l'attacco di Dart Fener alla nave, R2 e 3PO riescono a fuggire a bordo di un guscio di salvataggio e atterrano su Tatooine. Là i due vengono catturati dai jawa e poi comprati da Owen Lars, sua moglie Beru Whitesun e il loro nipote, Luke Skywalker; quest'ultimo scopre casualmente il messaggio segreto della principessa Leila Organa contenuto nella memoria di R2. Quella notte, R2, determinato a terminare la missione affidatagli da Leila, fugge nel deserto per cercare Obi-Wan Kenobi, a cui è destinato il messaggio. Il mattino seguente, dopo essere stato rintracciato da Luke e C-3PO, il gruppo viene aggredito dai tusken e salvato proprio dall'anziano Obi-Wan che, una volta visionato il messaggio di Leila, decide di partire in suo soccorso. Con la morte di Owen e Beru Lars, anche Luke si unisce al vecchio Jedi e lascia il pianeta con lui e i droidi sul Millennium Falcon, comandato dal contrabbandiere Ian Solo col wookiee Chewbecca. Giunto sulla Morte Nera, il gruppo riesce a salvare la principessa e a fuggire anche se Obi-Wan è costretto a sacrificarsi, lasciandosi uccidere dall'ex allievo Dart Fener.

#### L'Impero colpisce ancora
Dopo la distruzione della temuta stazione spaziale, R2 continua ad accompagnare Luke in svariate occasioni, come sul pianeta Dagobah, dove lo aiuta a trovare Yoda e assiste al suo addestramento Jedi; in seguito, giunge insieme a Luke su Bespin e aiuta il Falcon, con a bordo Leila, Chewbecca, C-3PO e Lando Calrissian (amico di Ian Solo, quest'ultimo congelato nella grafite e catturato da Boba Fett), a fuggire da Fener, dopo aver recuperato Luke, sconfitto dal temuto Sith.

#### Il ritorno dello Jedi
Per salvare Ian Solo dal malvagio bandito Jabba the Hutt, a cui è stato consegnato da Boba Fett, Luke finge di donare R2 e C-3PO al gangster. In seguito, durante la battaglia al pozzo del sarlacc, R2 permette a Luke di sconfiggere i vari nemici, consegnandogli la spada laser che aveva nascosto, e poi fugge col gruppo. Giunti sulla luna boscosa di Endor, R2 viene danneggiato dalle truppe imperiali mentre tenta di aiutare Ian a far esplodere il generatore dello scudo deflettore che protegge la seconda Morte Nera. Riparato, assiste ai festeggiamenti della vittoria dell'Alleanza Ribelle sull'Impero.

#### Star Wars: Episodio I - La minaccia fantasma
Attorno al 32 BBY, R2-D2 era proprietà degli Ingegneri Reali di Naboo. Questi erano famosi per aver dato alle unità R2 molte aggiunte in termini di tecnologia, rendendoli pezzi pregiati e ricercati nella Galassia. R2 gioca un ruolo fondamentale nella fuga della regina Padmé Amidala dal pianeta occupato, riparando l'astronave reale dopo che questa viene danneggiata da una nave della Federazione dei Mercanti. Malgrado i danni all'iperguida, la nave riesce a giungere su Tatooine per effettuare le riparazioni. Qui R2 accompagna il Maestro Jedi Qui-Gon Jinn, Padmé Amidala e Jar Jar Binks a Mos Espa per cercare rifornimenti e ricambi per la loro astronave. In città, il gruppo incontra gli schiavi Anakin Skywalker e sua madre Shmi e il droide protocollare costruito da Anakin C-3PO, che in futuro diverrà la controparte di R2. Affrancato Anakin dalla schiavitù grazie a Qui-Gon, il gruppo si dirige su Coruscant, per poi tornare a Naboo per contrastare la Federazione; qui, nella battaglia contro l'astronave della Federazione, R2 e Anakin riescono a distruggerla, facendo vincere la battaglia anche contro le truppe di droidi. Tale vittoria viene però funestata dalla morte di Qui-Gon (ucciso dal misterioso Sith Darth Maul).

#### Star Wars: Episodio II - L'attacco dei cloni
Dieci anni dopo la battaglia di Naboo, R2 è ancora sotto il servizio di Padmé Amidala (che, cessato il suo mandato come Regina, è ora la senatrice rappresentante di Naboo). Quando fallisce un attentato ad Amidala, il droide viene incaricato di svolgere il compito di guardiano. Una notte due velenosi Kouhun (introdotti dalla killer Zam Wesell) riescono a penetrare nella stanza della senatrice, senza che R2 riesca ad accorgersene; Padmé viene salvata dal tempestivo intervento di Anakin e il suo maestro Obi-Wan Kenobi (ex-padawan di Qui-Gon). In seguito a ciò, Anakin è incaricato dal consiglio Jedi di riportare Padmé a Naboo e R2 segue i due giovani (che, nel frattempo, si innamorano) prima su tale pianeta e poi su Tatooine, dove accorrono per cercare Shmi, madre di Anakin. Qui, R2 ritrova C-3PO e, dopo la morte di Shmi, tutti e quattro partono per Geonosis per salvare Obi-Wan, catturato dal conte Dooku, ex-Jedi rinnegato, e dal viceré della Federazione dei Mercanti Nute Gunray. In una fonderia sul pianeta, salva Padmé e poi, durante la battaglia di Geonosis ripara C-3PO. Dopo tale battaglia assiste insieme a C-3PO e pochi altri al matrimonio segreto tra Anakin e Padmé.

#### Star Wars: Episodio III - La vendetta dei Sith
Quando Anakin viene promosso al grado di Cavaliere Jedi, Padmé gli dona R2, il quale, per tutto il resto delle guerre, affianca il giovane Jedi e Obi-Wan. In seguito alla Grande Purga Jedi, alla trasformazione della Repubblica nell'Impero Galattico ad opera del malvagio Imperatore Palpatine, ai tragici avvenimenti di Mustafar (che causano la trasformazione di Anakin nel malvagio Signore Oscuro dei Sith Dart Fener) e alla drammatica fine di Padmé (che muore dando alla luce i gemelli Luke e Leila), R2 e C-3PO rimangono senza padroni, finendo sotto la custodia di Bail Organa, il senatore amico e collega di Padmé che adotta Leila. Organa in seguito li cede a Raymus Antilles per servire sulla Tantive IV.

#### Star Wars: Episodio VII - Il risveglio della Forza
All'incirca trent'anni dopo la battaglia di Endor, R2-D2, temporaneamente disattivo, è al servizio della Resistenza, una forza militare a sostegno della Nuova Repubblica, di cui Leila Organa è generale. Durante lo scontro col sinistro Primo Ordine (un movimento separatista generato dalle ceneri della caduta dell'Impero Galattico), C-3PO presenzia nella base della Resistenza, durante le operazioni militari, in attesa che il suo compagno R2 si riattivi. Nel frattempo, fa la conoscenza del piccolo droide astromeccanico BB-8. Dopo la distruzione della base Starkiller del Primo Ordine da parte della Resistenza, R2 si riattiva e rivela il pezzo mancante della mappa stellare per arrivare a Luke Skywalker.

#### Star Wars: Episodio VIII - Gli ultimi Jedi
Dopo essersi riattivato, affianca Chewbecca all'interno del Millennium Falcon dove convincerà Luke ad addestrare Rey per combattere insieme alla Resistenza contro il Primo Ordine.

#### Star Wars: Episodio IX - L'ascesa di Skywalker
R2 ha un ruolo più marginale in questo film, e partecipa alla battaglia finale contro il Primo Ordine. Dopo la battaglia, R2 partecipa alla vittoria finale insieme al resto della Resistenza.

#### Rogue One: A Star Wars Story
R2-D2 compare in un cameo in Rogue One accanto all'inseparabile compagno C-3PO.

### Serie TV

#### The Clone Wars
Durante le guerre dei cloni R2-D2, assieme a C-3PO, partecipa alle missioni e alle battaglie separatiste al fianco di Anakin Skywalker e della Legione 501; si rivelerà spesso fondamentale per la conclusione delle missioni, soccorrendo i suoi compagni e ribaltando le sorti della Repubblica Galattica.

R2-D2 appare anche nel film d'animazione omonimo The Clone Wars del 2008.

#### Rebels
Dopo la caduta della Repubblica e la nascita dell'Impero, R2-D2 entra a far parte dell'Alleanza Ribelle sotto la guida della principessa Leila e del padre Bail Organa. Compare in un episodio della serie Rebels, dove fa la conoscenza dei membri dell'equipaggio dello Spettro durante una missione.

#### The Mandalorian
R2-D2 appare nell'ultimo episodio della seconda stagione di The Mandalorian insieme al maestro Jedi Luke Skywalker, per soccorrere Din Djarin e Grogu nella battaglia contro Moff Gideon e i dark trooper.

#### The Book of Boba Fett
Nel sesto episodio della serie, dopo gli avvenimenti della seconda stagione di The Mandalorian, il piccolo droide si trova in un pianeta insieme ad Ahsoka e al maestro Luke Skywalker, il quale sta addestrando Grogu all'utilizzo della Forza. Accoglie all'arrivo Din Djarin sul pianeta e lo conduce fino ad Ahsoka che gli farà vedere Grogu mentre si sta allenando con Luke.

#### Obi-Wan Kenobi
R2-D2 appare nella miniserie dedicata all'omonimo maestro Jedi, sotto la protezione della famiglia Organa su Alderaan.

## Legends
Dopo la vittoria nella battaglia di Endor, R2-D2 aiuta la nuova Repubblica a sconfiggere il risorto Imperatore e continua a rimanere al servizio degli Jedi del nuovo ordine.

## Influenza culturale

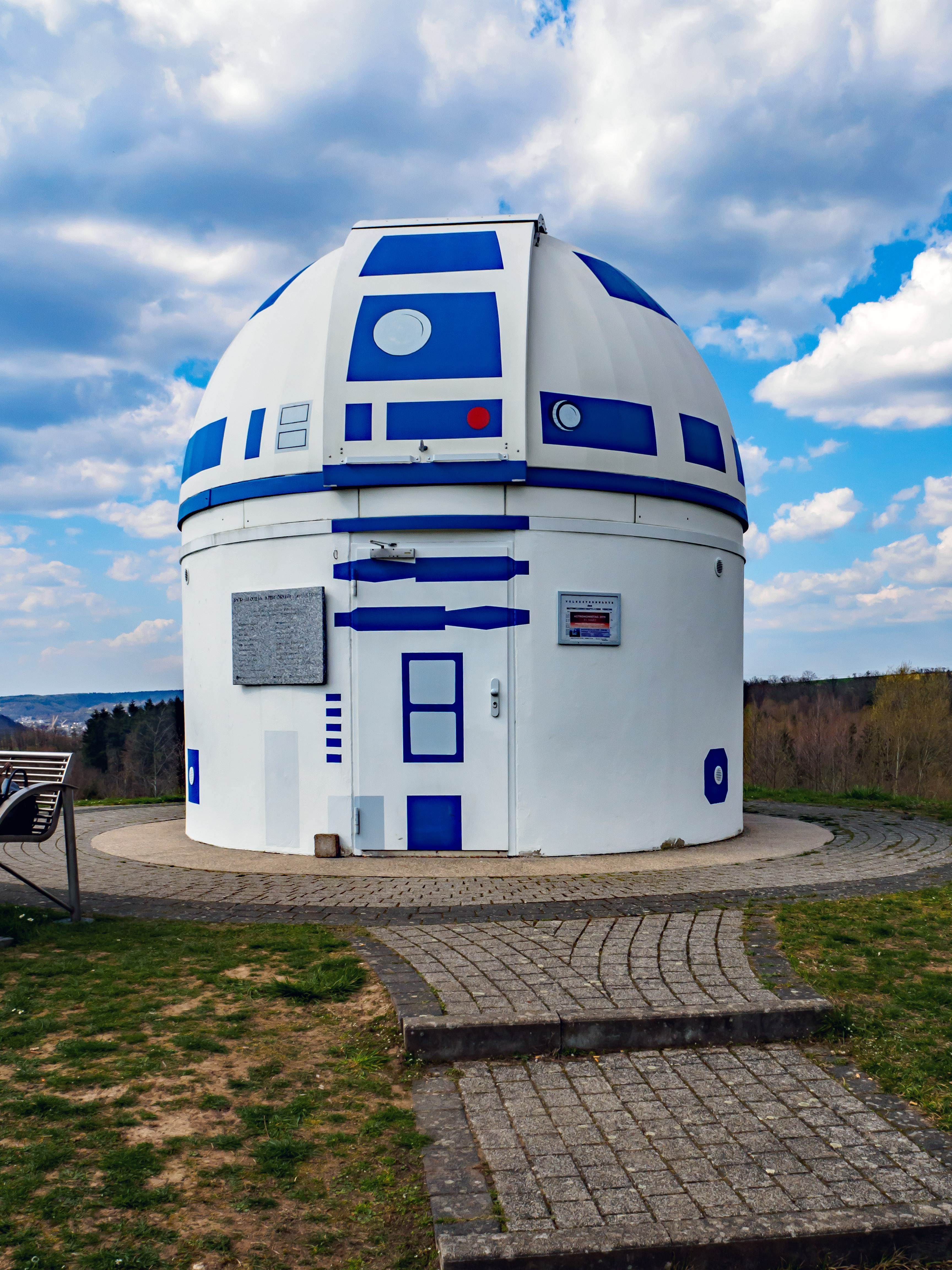
Osservatorio Zweibrücken nel 2019

R2-D2 è stato inserito nella Robot Hall of Fame nel 2003 a Pittsburgh, in Pennsylvania. Una replica può essere vista al Carnegie Science Center di Pittsburgh. La Smithsonian Institution ha incluso R2-D2 nella sua lista dei 101 oggetti che hanno fatto l'America. Nel 2022 R2-D2 è stato considerato il robot cinematografico più popolare negli Stati Uniti.
R2-D2 e C-3PO hanno recitato in due episodi di Sesame Street nel 1980. I due droidi furono presentati come presentatori al cinquantesimo Academy Awards.
La cupola del telescopio dell'Osservatorio di Zweibrücken in Germania è stata ridipinta per assomigliare a R2-D2 nel 2018.
Nel doppiaggio spagnolo latinoamericano dei film di Star Wars, il nome R2-D2 è pronunciato come "Arturito" (Piccolo Arthur), che suona simile alla pronuncia inglese.